# Воля-Джевецька
Воля-Джевецька (пол. Wola Drzewiecka) — село в Польщі, у гміні Ліпці-Реймонтовські Скерневицького повіту Лодзинського воєводства.
Населення — 399 осіб (2011).
У 1975-1998 роках село належало до Скерневицького воєводства.

## Демографія
Демографічна структура станом на 31 березня 2011 року:
|          | Загалом | Допрацездатний вік | Працездатний вік | Постпрацездатний вік |
| -------- | ------- | ------------------ | ---------------- | -------------------- |
| Чоловіки | 204     | 47                 | 126              | 31                   |
| Жінки    | 195     | 37                 | 98               | 60                   |
| Разом    | 399     | 84                 | 224              | 91                   |